# Pseudophoxinus turani
Espèce
Pseudophoxinus turani (Turan's minnow en anglais) est un poisson d'eau douce de la famille des Cyprinidae.

## Répartition
Pseudophoxinus turani est endémique de Turquie où cette espèce se rencontre dans le bassin de l'Oronte.

## Description
La taille maximale connue pour Pseudophoxinus turani est de 93 mm.

## Étymologie
Son nom spécifique, turani, lui a été donné en l'honneur de Davut Turan, membre de l'université Recep Tayyip Erdoğan à Rize, en reconnaissance de sa contribution à la connaissance de l'ichtyofaune d'Anatolie.

## Publication originale
- Küçük & Güçlü, 2014 : A new Pseudophoxinus (Teleostei, Cyprinidae) species from Asi River Drainage (Turkey). ZooKeys, n. 411, p. 57-66[4] (texte intégral).